# Pișchia
Pișchia (in ungherese Hidasliget, in tedesco Bruckenau) è un comune della Romania di 2787 abitanti, ubicato nel distretto di Timiș, nella regione storica del Banato. 
Il comune è formato dall'unione di 5 villaggi: Bencecu de Jos, Bencecu de Sus, Murani, Pișchia, Sălciua Nouă.